# Píseň vyšehradská
Píseň vyšehradská, někdy také Píseň pod Vyšehradem nebo Milostná píseň pod Vyšehradem (používaná zkratka PV) je český rukopis údajně nalezený během národního obrození, který se stal jedním z vedlejších předmětů sporu o pravost rukopisů. Patří do souboru těch památek, které nalezl buď sám Hanka, nebo někdo v jeho okruhu, a text Písně vyšehradské je také obvykle vydáván společně s texty Rukopisu královédvorského, Rukopisu zelenohorského a Milostné písně krále Václava.

## Objevení a publikace
Rukopis jako vůbec první ze sporných pergamenů objevil v roce 1816 Josef Linda. Jedná se o jeden list rozměru asi 15 x 22 centimetrů, popsaný po jedné straně. Text má 19 řádků. Prý se nacházel v deskách velké knihy nájemců domu, kde Linda bydlel, a kterou používal jako podnožku. Linda se pak údajně přiznal, že špatně čitelná písmena z neznalosti nevhodně na pergamenu obtáhl. Podle toho, že první část útržku básně opěvuje Vyšehrad, se odvozovaly názvy pergamenu. V Národním muzeu je uložen pod označením Píseň pod Vyšehradem. Pod stejnou signaturou 1 A b 4 je v Národním muzeu uložen také rukou psaný opis textu Písně pod Vyšehradem, jehož původ není známý, ale je u něj i německo-latinská poznámka připisovaná Josefu Dobrovskému, že „19 řádků na pergamenovém listu objevil Linda“.
Přepis textu publikoval Lindův tehdejší spolubydlící a údajný objevitel Rukopisu královédvorského Václav Hanka v prvním svazku Starobylých skládání roku 1817; tím ho zařadil do období 13. až 14. století. Následně text roku 1818 otiskl i Josef Dobrovský jako ukázku staročeské poezie ve svém německy psaném díle Dějiny české řeči a literatury.
Obdobný text byl Národnímu muzeu později předán ještě dvakrát: v roce 1856 německý překlad, nalezený údajně ve městě Raabu a antedatovaný do roku 1724 (s označením „Alt-böhmisches Lied“, staročeská píseň), a v roce 1933 takzvaný Negativní otisk, objevený údajně ve Štýrském Hradci v roce 1891.

## Hodnocení pravosti
Už v roce 1824 označil Josef Dobrovský svůj dřívější názor za omyl a označil Píseň vyšehradskou za podvrh. Pravost rukopisu zkoumala koncem 50. let 19. století komise, jejíž práce se zúčastnil i Pavel Josef Šafařík a která dospěla k závěru, že jde o padělek.
V roce 1886 zkoumala Píseň vyšehradskou další muzejní komise s profesory Vojtěchem Šafaříkem a Antonínem Bělohoubkem: mimo jiné potvrdila, že písmo má dvojité tahy (což mohl způsobit Linda), ale hlavně konstatovala, že se při chemických zkouškách – na rozdíl od Rukopisu královédvorského – rukopis Písně vyšehradské choval podobně jako rukopisy nedávného původu, nikoliv jako rukopis středověký.
V roce 1897 se dokonce objevil názor, že exemplář Písně vyšehradské uchovávaný v Národním muzeu je „padělek padělku“, tedy že bylo původní falzum nahrazeno jiným, které mělo být věrohodnější.
Píseň vyšehradská byla zkoumána také v Kriminalistickém ústavu takzvaným Ivanovovým týmem v letech 1968–1971 s jednoznačným závěrem: exemplář z Národního muzea je palimpsest.

## Text Písně vyšehradské
Pokud jde o obsah textu, je Píseň vyšehradská fragmentem písně, připomínající středověkou milostnou lyriku. Začíná vlasteneckou oslavou Vyšehradu a pokračuje citovými výlevy zamilovaného mladíka. V české kultuře nenašel tento text větší odezvu, na rozdíl od textů Rukopisu královedvorského či Rukopisu zelenohorského (líbil se prý Karlu Hynku Máchovi).
Autorství textu je obvykle připisováno Václavu Hankovi, i když např. podle Julia Enderse může být text Písně vyšehradské opravdu opisem nebo zápisem nějakého textu vzniklého dříve. I u německé verze dodané do Národního muzea v roce 1856 je označení „stará česká píseň“. Případná znalost podobného, již existujícího textu není v rozporu ani s hypotézou Zdenka F. Daneše, že Píseň vyšehradská mohla vzniknout jako pokus začínajícího písaře, který si pergamen jako poměrně vzácný materiál uchoval pro možné další použití.

### Novodobé vydání
- Staročeské zpěvy hrdinské a milostné: Rukopisy královédvorský a zelenohorský. Vydání 1. Bílovice: Černý Drak, 2018. 143 stran. ISBN 978-80-907324-1-4. (Obsahuje oba Rukopisy v novodobé transkripci společně s Písní vyšehradskou a Milostnou písní krále Václava.)